# Валюр (жіночий футбольний клуб)
Валюр (ісл. Valur)  — ісландська жіноча футбольна команда з  Рейк'явіка. Команда входить до структури ФК «Валюр».

## Досягнення
Чемпіонат Ісландії
- Чемпіон (14): 1978, 1986, 1988, 1989, 2004, 2006, 2007, 2008, 2009, 2010, 2019, 2021, 2022, 2023

Кубок Ісландії
- Володар кубка (15): 1984, 1985, 1986, 1987, 1988, 1990, 1995, 2001, 2003, 2006, 2009, 2010, 2011, 2022, 2024

Кубок ісландської ліги
- Володар кубка (5): 2003, 2005, 2007, 2010, 2017